# Paralabidochromis
Genre
Paralabidochromis est un genre de poisson de la famille des cichlidae et de l'ordre des Cichliformes. Paralabidochromis est endémique de l'Afrique et ce rencontre principalement dans le lac Victoria. Selon FishBase les espèces que regroupe ce genre sont actuellement classées dans le genre Haplochromis.

## Liste d'espèces
Selon FishBase (28 mai 2015) aucune espèce est représenté a ce jour (28 mai 2015):

### Note
Selon ITIS:
- Paralabidochromis victoriae Greenwood, 1956